# Diatraea flavipennella
Diatraea flavipennella là một loài bướm đêm trong họ Crambidae.